# Pelomyiella obscurior
Pelomyiella obscurior är en tvåvingeart som först beskrevs av Becker 1907.  Pelomyiella obscurior ingår i släktet Pelomyiella och familjen Canacidae. Inga underarter finns listade i Catalogue of Life.